# Запах собачьей шерсти
«Запах собачьей шерсти» (пол. Zapach psiej sierści) — польский художественный фильм, драма, снятый в 1981 году на киностудии «Иллюзион». Экранизация одноимённой повести Войцеха Жукровского. Местом действия и местом съёмок фильма является Болгария. Роли (кроме главных) исполняют в основном болгарские актёры.

## Сюжет
Польский скульптор Павел проводит летний отпуск на болгарском побережье Чёрного Моря. У него завязывается роман с Хайди, студенткой из ГДР. Ныряя в море, Павел заметил международную банду преступников, которые переправляли контрабанду наркотиков из Болгарии в Турцию. Он крадёт у контрабандистов товар и требует за него выкуп. Вскоре исчезает Хайди.

## В ролях
- Роман Вильгельми — Павел
- Изабелла Дзярска — Хайди
- Светлана Атанасова — Кати
- Добри Добрев — Банов, комендант
- Владимир Русинов — Попоничев, сторож
- Борис Арабов — поп
- Кирил Попов — начальник банды
- Емил Джамджиев — спасатель
- Христо Паскалев — тренер